# Assembleia Nacional do Poder Popular
A Assembleia Nacional do Poder Popular é órgão supremo do poder do Estado e o único com capacidade constitucional e legislativa. É composto por deputados eleitos pelo voto livre, directo e secreto dos eleitores, na proporção e de acordo com o procedimento determinado por lei. Os membros do Parlamento, os membros do Conselho de Estado, o Presidente e Vice-Presidente da República e o Primeiro-Ministro são eleitos a partir do seu seio. 

## História
A história parlamentar de Cuba nasceu em com a sua independência, quando todas as forças rebeldes em Cuba foram integradas num único governo, cuja primeira decisão foi decretar a igualdade de todos os homens nesta terra, até esse momento colonizada pelo império espanhol.
A 16 de Abril de 1869, em Guáimaro, no leste do país, a Câmara dos Representantes (Parlamento de Mambí) iniciou o seu trabalho legislativo, composto por Carlos Manuel de Céspedes, Ignacio Agramonte, José Joaquín Palma, Eduardo Machado, Antonio Zambrana e outros, estabelecendo os princípios da política de guerra e as bases democráticas da República nas armas, com garantias para as liberdades e direitos essenciais do homem.
Nas duas guerras de independência lideradas pelos Mambises (1868-1878 e 1895-1898), esta atitude de respeito pelas instituições - mesmo no meio de um combate sangrento - esteve sempre presente. Isto é evidenciado pelo facto de durante este tempo terem sido proclamadas quatro constituições, três das quais em cidades da província de Camagüey (Guáimaro em 1869, Jimaguayú em 1895 e La Yaya em 1897), que estabeleceram os mesmos princípios, embora cada uma fosse mais ampla e mais adequada aos acontecimentos e tendências da época, em termos de declarar a luta revolucionária como a única forma de alcançar a independência absoluta e estabelecer uma república soberana.
A outra foi adoptada nos dias angustiados de Março de 1878, após a atitude viril do General Antonio Maceo no seu enérgico Protesto de Baraguá antes do carácter de capitulação do Pacto de Zanjón. Esta Constituição, conhecida pelo nome de Baraguá, deu uma base jurídica à própria essência do protesto histórico, afirmando que a paz só poderia ser feita com base na independência. 

## Governo Revolucionário
Fidel Castro explicita no Primeiro Congresso do Partido Comunista de Cuba:
"A Revolução não foi rápida a fornecer ao país formas estatais definitivas. Não se tratava simplesmente de cobrir um ficheiro, mas de criar instituições sólidas, bem pensadas e duradouras que respondessem às realidades do país".
Os anos de 1959 a 1975 caracterizaram-se por uma situação de profundas, radicais e aceleradas mudanças revolucionárias, onde foi também necessário enfrentar as sucessivas e cada vez mais violentas agressões "do imperialismo e da contra-revolução interna".
Ao concentrar os poderes legislativo, executivo e administrativo dentro de si, o governo revolucionário cumpriu as funções durante a primeira fase da luta pela sobrevivência: "ditou as leis revolucionárias, expropriou os exploradores, desenvolveu mutações sociais básicas, e levou a cabo com sucesso a luta política contra a agressão externa e interna. Apoiado massivamente pelo povo, o governo revolucionário promoveu neste período vastas e profundas transformações políticas, económicas, sociais e culturais na vida cubana."[carece de fontes?]

#### Poder Popular
Em 1974, o governo tomou a decisão de realizar na província de Matanzas, no oeste da ilha, uma experiência sobre o estabelecimento dos Órgãos do Poder Popular nas localidades.
O objectivo desta experiência era confirmar uma série de critérios referentes a formas metodológicas para um melhor funcionamento das instituições representativas do Estado, bem como sobre questões demográficas e territoriais e, entre outras relações, as relações administrativas e empresariais.
Desde o início da sua aplicação, houve uma apreciação da participação dos cidadãos nas tarefas do governo local e no controlo da administração, bem como na procura de soluções para os problemas que mais gravitam sobre a comunidade.
Os frutos dessa experiência materializaram-se nas decisões adoptadas para estruturar todo o sistema de instituições representativas do Estado, que culminaram com a criação dos Órgãos do Poder Popular nos 169 municípios e 14 províncias em que o país está dividido.
Em 10 e 17 de Outubro de 1976, na primeira e segunda volta das eleições, 95,2% de todos os cubanos maiores de 16 anos, por voto secreto e directo nas urnas, elegeram, entre mais de 30.000 candidatos, os 10.725 delegados (conselheiros) às 169 assembleias municipais do Poder Popular (câmaras municipais).
Posteriormente, com a criação da Assembleia Nacional do Poder Popular (ANPP) em 2 de Dezembro de 1976, a eleição do Conselho de Estado, do seu Presidente e Vice-Presidentes, e a nomeação do Conselho de Ministros, a essência democrática da revolução foi reforçada através da criação de formas mais eficazes de participação na vida pública, o que permitiu aos cidadãos envolverem-se mais directamente na condução dos assuntos do Estado e em todas as actividades da sociedade.
Como órgão supremo, a Assembleia Nacional do Poder Popular exerce controlo sobre a constitucionalidade do país e, se necessário, tem o poder de estabelecer interpretações gerais e vinculativas da Constituição e das leis.
O Presidente da República, o Primeiro Ministro e o Conselho de Ministros, o Conselho de Estado, os órgãos judiciais e de controlo do país, os órgãos da Administração Central do Estado e os governos provinciais são responsáveis perante a Assembleia. 

## Poderes da Assembleia Nacional do Poder Popular
De acordo com o artigo 108 da Constituição, a Assembleia Nacional do Poder Popular:
- acordar em reformas da Constituição, tal como estabelecido no Título XI;
- dar à Constituição e às leis, se necessário, uma interpretação geral e vinculativa, em conformidade com o procedimento estabelecido por lei;
- aprovar, modificar ou revogar leis e submetê-las previamente à consulta popular quando tal for considerado apropriado, tendo em conta a natureza da legislação em questão;
- adoptar acordos em conformidade com as leis em vigor e controlar o seu cumprimento;
- exercer controlo sobre a constitucionalidade das leis, decretos-lei, decretos presidenciais, decretos e outras disposições gerais, de acordo com o procedimento estabelecido por lei;
- ratificar os decretos-lei e acordos do Conselho de Estado;
- revogar no todo ou em parte decretos-lei, decretos presidenciais, decretos, acordos ou disposições gerais que contradizem a Constituição ou a lei;
- revogar total ou parcialmente os acordos ou disposições das assembleias municipais de poder popular que violem a Constituição, leis, decretos-lei, decretos presidenciais, decretos e outras disposições emitidas por organismos competentes, ou que afectem os interesses de outras localidades ou os interesses gerais do país;
- discutir e aprovar os objectivos e metas gerais dos planos a curto, médio e longo prazo, de acordo com o desenvolvimento económico e social;
- aprovar os princípios do sistema de orientação do desenvolvimento económico e social;
- discutir e aprovar o orçamento do Estado e controlar o seu cumprimento;
- chegar a acordo sobre os sistemas monetário, financeiro e fiscal;
- estabelecer, modificar ou extinguir impostos;
- que aprova as orientações gerais da política externa e interna;
- declarar estado de guerra ou de guerra em caso de agressão militar e aprovar tratados de paz;
- estabelecer e modificar a divisão político-administrativa; aprovar regimes de subordinação administrativa, sistemas reguladores especiais aos municípios ou outras demarcações territoriais e aos distritos administrativos, em conformidade com a Constituição e as leis;
- nomear comissões permanentes e temporárias e grupos parlamentares de amizade;
- exercer a mais alta supervisão sobre os órgãos do Estado;
- conhecer e avaliar os relatórios e análises dos sistemas empresariais estatais que, devido à sua magnitude e importância económica e social, são relevantes;
- conhecer, avaliar e adoptar decisões sobre os relatórios de responsabilização que lhe são submetidos pelo Conselho de Estado, o Presidente da República, o Primeiro-Ministro, o Conselho de Ministros, o Supremo Tribunal Popular, a Procuradoria-Geral da República, a Controladoria-Geral da República e as agências da Administração Central do Estado, bem como os governos provinciais;
- criar ou extinguir os órgãos da Administração Central do Estado ou prever quaisquer outras medidas organizacionais apropriadas;
- para conceder amnistias;
- prever a convocação de referendos ou plebiscitos nos casos previstos na Constituição e em outros casos considerados apropriados pela própria Assembleia;
- acordar nos seus próprios regulamentos e nos do Conselho de Estado, e
- os outros poderes que lhe são conferidos por esta Constituição.

Nos termos do artigo 109 da Constituição, a Assembleia Nacional do Poder Popular, no exercício das suas competências:
- elege o Presidente e o Vice-presidente da República;
- elege o seu Presidente, Vice Presidente e Secretário;
- elege os membros do Conselho de Estado;
- nomeia o Primeiro Ministro sob proposta do Presidente da República;
- nomeia, sob proposta do Presidente da República, os Vice-Primeiro Ministros e outros membros do Conselho de Ministros;
- elege o Presidente do Supremo Tribunal Popular, o Procurador-Geral da República e a Controladoria-Geral da República;
- elege o Presidente e outros membros do Conselho Nacional Eleitoral;
- elege os Vice-Presidentes e Juízes do Supremo Tribunal Popular e os juízes leigos deste órgão;
- elege os Procuradores-Gerais Adjuntos e os Comissários-Gerais Adjuntos da República, e
- revoga ou substitui pessoas por ela ele eleitas ou nomeadas.

A lei regula o procedimento para tornar estes poderes efectivos. 

## Poderes do Presidente da Assembleia Nacional do Poder Popular
O artigo 111 da Constituição da República de Cuba estabelece os poderes do Presidente da Assembleia Nacional do Poder Popular, que são:
- Cumprir e assegurar o respeito pela Constituição e pelas leis;
- Presidir às sessões da Assembleia Nacional do Poder Popular e do Conselho de Estado;
- Convocar as sessões regulares da Assembleia Nacional;
- Convocação das sessões ordinárias e extraordinárias do Conselho de Estado;
- Propor o projecto de agenda para as sessões da Assembleia Nacional e do Conselho de Estado;
- Assinar as leis, decretos-lei e resoluções adoptadas pela Assembleia Nacional do Poder Popular e pelo Conselho de Estado, conforme o caso, e providenciar a publicação dos decretos-lei e resoluções no Jornal Oficial da República;
- Dirigir as relações internacionais da Assembleia Nacional do Poder Popular;
- Dirigir e organizar os trabalhos das comissões permanentes e temporárias criadas pela Assembleia Nacional do Poder Popular ou pelo Conselho de Estado, conforme o caso;
- Dirigir e organizar as relações da Assembleia Nacional do Poder Popular e do Conselho de Estado com os organismos estatais;
- Controlar o cumprimento das resoluções da Assembleia Nacional do Poder Popular e do Conselho de Estado;
- Assegurar a ligação adequada entre os deputados e os eleitores,
- E quaisquer outros poderes que lhe sejam atribuídos por esta Constituição, pela Assembleia Nacional do Poder Popular ou pelo Conselho de Estado.

## Processo
O processo de eleição dos deputados é iniciado pelos Comités de Defesa da Revolução (CDR), que convocam os residentes de cada bairro sob a sua jurisdição, constituindo com eles as Assembleias Populares para a Nomeação de Candidatos, através de uma votação individual que deve ser entregue como prova da presença de cada cidadão no processo. Os candidatos são escolhidos por nomeação directa e aberta dos vizinhos que participam no processo, de acordo com os seus méritos e trajectórias pessoais, incluindo a possibilidade de auto-proposta e tomando como premissa a natureza voluntária e o compromisso de representação popular perante os eleitores que oficializam a candidatura. Todas as pessoas com mais de 16 anos de idade têm o direito de eleger e ser eleitas como candidatos livremente, sem descurar a sua condição económica, racial, genérica ou etária, excepto os cidadãos privados da sua liberdade ou cuja sanção penal inclua uma desqualificação ou limitação dos seus direitos como eleitores, bem como aqueles que tenham sido declarados mentalmente inaptos. As campanhas de proselitismo político não são permitidas para nenhum candidato.
Os candidatos nomeados nas Assembleias de Nomeação de Candidatos de cada bairro do país (nível de base), são considerados pelas respectivas Assembleias de Poder Popular (primeiro a nível municipal e mais tarde a nível provincial numa segunda volta eleitoral), que os aprovam através de votação aberta e directa por braço erguido, tendo em consideração a carreira pessoal e os méritos de cada candidato analisado. Uma vez aprovadas as candidaturas, estas são incluídas num projecto apresentado pela Comissão Nacional de Candidaturas ao Conselho de Estado.
As listas resultantes são submetidas à população para aprovação por votação directa e secreta nas eleições nacionais. É necessária uma maioria absoluta para ser eleito como representante nas Assembleias Municipais (50% para a candidatura Nacional), caso contrário, realiza-se uma segunda volta entre os candidatos que obtiveram os dois maiores votos dos cidadãos da sua localidade.
A participação do Partido Comunista tem um papel secundário no acompanhamento e observação do processo eleitoral. Não nomeia nem elege candidatos para nenhum dos órgãos eleitorais, que são constituídos apenas pelos candidatos inicialmente eleitos pelos cidadãos com direito de voto, de modo que na constituição das Assembleias do Poder Popular, a todos os níveis, possa ser observada uma heterogeneidade representativa da própria caracterização da população do seu território, com a presença de membros do PCC e de cidadãos que não lhe pertencem.

## Eleição da direcção da Assembleia Nacional e do Conselho de Estado
A eleição da liderança da Assembleia Nacional e do Conselho de Estado é realizada sob a direcção do presidente do Conselho Nacional Eleitoral e requer a presença de pelo menos dois terços do número total de deputados que compõem a Assembleia Nacional do Poder Popular.
O presidente do Conselho Nacional Eleitoral convida o presidente da Comissão Nacional de Candidatura a apresentar propostas de candidatos para os cargos de presidente, vice-presidente e secretário da Assembleia Nacional do Poder Popular, que também terá igual responsabilidade no Conselho de Estado.
Uma vez apresentada a candidatura, o presidente do Conselho Nacional Eleitoral pergunta aos deputados se desejam excluir algum ou todos os candidatos propostos; a exclusão dos membros da candidatura só pode ser acordada pelo voto favorável da maioria dos deputados presentes, em votação pública.
Uma vez concluídos estes procedimentos, o presidente do Conselho Nacional Eleitoral submete o projecto de candidatura para aprovação por votação pública, que é aprovada se receber mais de cinquenta (50) por cento dos votos dos deputados presentes.
Posteriormente, o Presidente da Comissão Nacional de Candidatura apresenta os 18 candidatos a membros do Conselho de Estado, para além dos 3 membros da liderança. O Conselho de Estado terá, portanto, 21 membros
Uma vez apresentada a candidatura, o presidente do Conselho Nacional Eleitoral pergunta aos deputados se desejam excluir algum ou todos os propostos; a exclusão só pode ser acordada pela maioria dos deputados presentes, em votação pública.
Uma vez feito isto, o Presidente do Conselho Nacional Eleitoral submete o projecto de candidatura para a nomeação dos outros membros do Conselho de Estado para aprovação
O presidente do Conselho Nacional Eleitoral, uma vez aprovadas as duas candidaturas, explica a forma como é feita a votação, indica a distribuição dos dois boletins de voto aos deputados presentes e pede-lhes que realizem a votação, que é feita por voto livre, igual, directo e secreto.
O Conselho Nacional Eleitoral conta as duas votações, o seu presidente anuncia os resultados, começando pela eleição do presidente, vice-presidente e secretário da Assembleia Nacional do Poder Popular e do Conselho de Estado, após o que informa os outros membros do Conselho de Estado; declara eleitos aqueles que obtiveram mais de cinquenta (50) por cento dos votos válidos expressos.
Caso algum dos candidatos não receba o número de votos requerido, é apresentada uma nova proposta pela Comissão Nacional de Candidatura e realiza-se uma nova eleição.
Os eleitos tomam posse perante a Assembleia Nacional do Poder Popular.

## Nomeação e eleição do Presidente e Vice-presidente da República
O processo de nomeação e eleição do Presidente e Vice-presidente da República é dirigido pelo Presidente da Assembleia Nacional do Poder Popular.
O Presidente da Comissão Nacional de Nomeações apresenta os membros desta comissão, que são seleccionados de entre os deputados e devem cumprir os outros requisitos estabelecidos pela Constituição da República, a fim de ocuparem estes cargos.
O Presidente da Assembleia Nacional do Poder Popular submete esta candidatura ao voto público dos deputados para aprovação.
Uma vez aprovada a candidatura por mais de 50% dos deputados presentes, o Presidente da Assembleia Nacional do Poder Popular explica a forma como o voto é conduzido, indica que o escrutínio será distribuído aos deputados presentes e pede-lhes que votem, o que é feito por voto livre, igual, directo e secreto.
O escrutínio é levado a cabo pelo Conselho Nacional Eleitoral e o seu presidente relata os resultados da votação.
Com base nos resultados relatados, o presidente da Assembleia Nacional do Poder Popular declara que aqueles que obtiveram o voto favorável da maioria absoluta dos deputados que compõem a Assembleia Nacional do Poder Popular serão eleitos Presidente e Vice-Presidente da República.
No caso de algum dos candidatos não obter o número de votos requerido, é feita outra proposta pelo Comité Nacional de Nomeações e realiza-se uma nova eleição.
O Presidente e o Vice-Presidente da República, uma vez declarados eleitos, tomam posse.
O Presidente da República toma posse perante a Assembleia Nacional do Poder Popular, em conformidade com os seus regulamentos. 

## Composição
Até 50% dos candidatos devem ser escolhidos pelas Assembleias Municipais. Os candidatos são propostos por assembleias de nomeação, que incluem representantes dos trabalhadores, jovens, mulheres, estudantes e agricultores, assim como membros dos Comités de Defesa da Revolução, após as reuniões iniciais de massa que solicitam uma primeira lista de nomes. A lista final de candidatos é elaborada pela Comissão Nacional de Candidatura.

Em 2013, era composto por 299 mulheres (48.9%).